# Zbór Kościoła Chrześcijan Dnia Sobotniego w Andrychowie
Zbór Kościoła Chrześcijan Dnia Sobotniego w Andrychowie – zbór chrześcijan dnia sobotniego w Andrychowie, z siedzibą przy ul. Wyzwolenia. Zbór liczy ok. 20 osób.